# Торингтон (Конектикат)
Торингтон (енгл. Torrington) град је у америчкој савезној држави Конектикат. По попису становништва из 2010. у њему је живело 36.383 становника.

## Демографија
Према попису становништва из 2010. у граду је живело 36.383 становника, што је 1.181 (3,4%) становника више него 2000. године.
| Група             | 2000.          | 2010.          |
| Белци             | 32.200 (91,5%) | 30.898 (84,9%) |
| Афроамериканци    | 757 (2,2%)     | 974 (2,7%)     |
| Азијати           | 643 (1,8%)     | 785 (2,2%)     |
| Хиспаноамериканци | 1.162 (3,3%)   | 3.193 (8,8%)   |
| Укупно            | 35.202         | 36.383         |